# 成吉思汗健身俱樂部
成吉思汗健身俱樂部是臺灣網紅「館長」陳之漢創立的連鎖24小時健身房。

## 據點
由北到南排序
| 分店名稱   | 公司名稱               | 地址                          | 樓地板面積 | 營業樓層           |
| ---------- | ---------------------- | ----------------------------- | ---------- | ------------------ |
| 三重館     | 重生健身館股份有限公司 | 新北市三重區捷運路11號        |            |                    |
| 新莊旗艦館 | 鐵木真健身館有限公司   | 新北市新莊區中原路137號B1     | 1500坪     | 地下第一層         |
| 林口旗艦館 | 可汗健身館有限公司     | 新北市林口區仁愛路二段241-2號 | 1500坪     |                    |
| 蘆洲館     | 成吉思汗健身館有限公司 | 新北市蘆洲區長興路62號        |            |                    |
| 蘆洲旗艦館 | 成吉思汗健身館有限公司 | 新北市蘆洲區長安街156號       |            |                    |
| 中壢旗艦館 | 鐵騎健身館有限公司     | 桃園市中壢區環西路二段304號   | 1800坪     | 地下第一層         |
| 台中旗艦館 | 征服者健身館有限公司   | 台中市北屯區崇德二路二段218號 | 1090坪     | 地上三層           |
| 高雄旗艦館 | 侵略者健身館有限公司   | 高雄市苓雅區忠孝二路3號       | 2400坪     | 地上三層、地下一層 |

## 相關事件
2020年9月1日中午12點台中旗艦館試營運時，由於館長的槍擊案尚未偵破，警方嚴防滋事或擦槍走火意外，由轄區分局長帶隊，出動30名警力到場蒐證和維持秩序。
2022年3月19日，館長陳之漢宣布月底將退出旗下忽必烈健身館三重館的經營，透露「由於加盟店違約，已經把負責人以及銀行帳戶變更，讓我方無法經營，加上三重館也被抵押跟多家銀行借錢，本公司已經提出法律告訴」。
2022年5月1日，館長表示忽必烈健身館鄭姓股東遇到許多金錢上的障礙，成吉思汗集團已在4月30日買斷三重廠館，創立「重生健身館股份有限公司」，並將在5月10日重新開幕。同時也宣布將在三重、新莊交界處有望成立超過3000坪健身房。
2022年11月5日，T1聯盟桃園永豐雲豹籃球隊超級巨星德懷特·霍華德前往林口成吉思汗健身房，加入團隊肌力訓練，並與館長陳之漢合影留念
2025年1月到2月間，館長多次在直播平台透露將取消健身館多年來廣告與合約上記載的24小時營運模式。原因為經營不易、深夜時段持續賠錢。館方於3月4日正式貼出公告「2025年4月1日起，忍痛取消24小時營運」，引發眾多簽約會員的不滿與社論界的抨擊。事隔不到兩日，3月6日館方撤下公告。館長於直播中改口，保證2025年繼續維持24小時營運，但各分館自行調整局部訓練區域深夜關閉。

## 外部連結
館長成吉思汗 Youtube （页面存档备份，存于）
成吉思汗健身俱樂部 進化綜合格鬥中心 （页面存档备份，存于）